# Gunung Kwoka
Gunung Kwoka är ett berg i Indonesien.   Det ligger i provinsen Papua Barat, i den östra delen av landet, 2 900 km öster om huvudstaden Jakarta. Toppen på Gunung Kwoka är 914 meter över havet, eller 587 meter över den omgivande terrängen. Bredden vid basen är 5,2 km.
Terrängen runt Gunung Kwoka är huvudsakligen kuperad, men åt nordost är den bergig.  Trakten runt Gunung Kwoka är nära nog obefolkad, med mindre än två invånare per kvadratkilometer. Det finns inga samhällen i närheten. I omgivningarna runt Gunung Kwoka växer i huvudsak städsegrön lövskog.